# Alternative (Pet Shop Boys)
Alternative is het tweede compilatiealbum van de Pet Shop Boys. Het bevat een chronologisch overzicht van alle B-kanten van de singles van de eerste vijf studioalbums. Veel van de oudere nummers verschenen met dit album voor het eerst op cd. Het album, dat vooral populair was onder de fans, werd in 1995 uitgebracht op het Parlophone label van EMI.

## Tracks

### Cd 1
1. In the night (04:50)
2. A man could get arrested (04:19)
3. That's my impression (05:18)
4. Was that what it was? (05:15)
5. Paninaro (04:40)
6. Jack the lad (04:32)
7. You know where you went wrong (05:52)
8. A new life (04:56)
9. I want a dog (04:59)
10. Do I have to? (05:14)
11. I get excited (you get excited too) (04:55)
12. Don Juan (03:55)
13. The sound of the atom splitting (05:13)
14. One of the crowd (03:56)
15. Your funny uncle (02:15)

### Cd 2
1. It must be obvious (04:25)
2. We all feel better in the dark (04:00)
3. Bet she's not your girlfriend (04:29)
4. Losing my mind (04:34)
5. Music for boys (03:36)
6. Miserablism (04:11)
7. Hey, headmaster (03:07)
8. What keeps mankind alive? (03:24)
9. Shameless (05:03)
10. Too many people (04:17)
11. Violence (Haçienda version) (04:59)
12. Decadence (03:56)
13. If love were all (02:59)
14. Euroboy (04:28)
15. Some speculation (06:34)

## Singles
Van het album zijn geen singles uitgebracht, hoewel ten tijde van de release van het album wel een remake van Paninaro werd uitgebracht, getiteld Paninaro '95. Deze versie staat echter niet op Alternative.

## Speciale uitgave
Een beperkte oplage van het album zat in een speciale verpakking met een lenticular-afbeelding op de voorzijde.

## Trivia
- De titel van het album is op het laatste moment gewijzigd. De oorspronkelijke titel van het album was Besides, een duidelijke verwijzing naar "b-sides" oftewel "B-kanten". Al in de jaren 80 werd in interviews door de Pet Shop Boys gesproken over een mogelijk album met die titel.
- Alternative was voorlopig het laatste Pet Shop Boys-album dat in de Verenigde Staten door EMI werd uitgebracht. Het contract liep daar in 1995 af en werd niet verlengd.
- De Japanse versie van het album bevatte een extra nummer: Girls & boys (Pet Shop Boys live in Rio).
- Sommige versies van nummers wijken licht af van de oorspronkelijke releases. Opvallend is het nummer The sound of the atom splitting, dat als B-kant van Left to my own devices na ruim drieënhalve minuut eindigt met een fade-out.